# Phaeosphaeriopsis agavensis
Phaeosphaeriopsis agavensis är en svampart som först beskrevs av A.W. Ramaley, M.E. Palm & M.E. Barr, och fick sitt nu gällande namn av M.P.S. Câmara, M.E. Palm & A.W. Ramaley 2003. Phaeosphaeriopsis agavensis ingår i släktet Phaeosphaeriopsis och familjen Phaeosphaeriaceae.   Inga underarter finns listade i Catalogue of Life.